# Noleggio con conducente

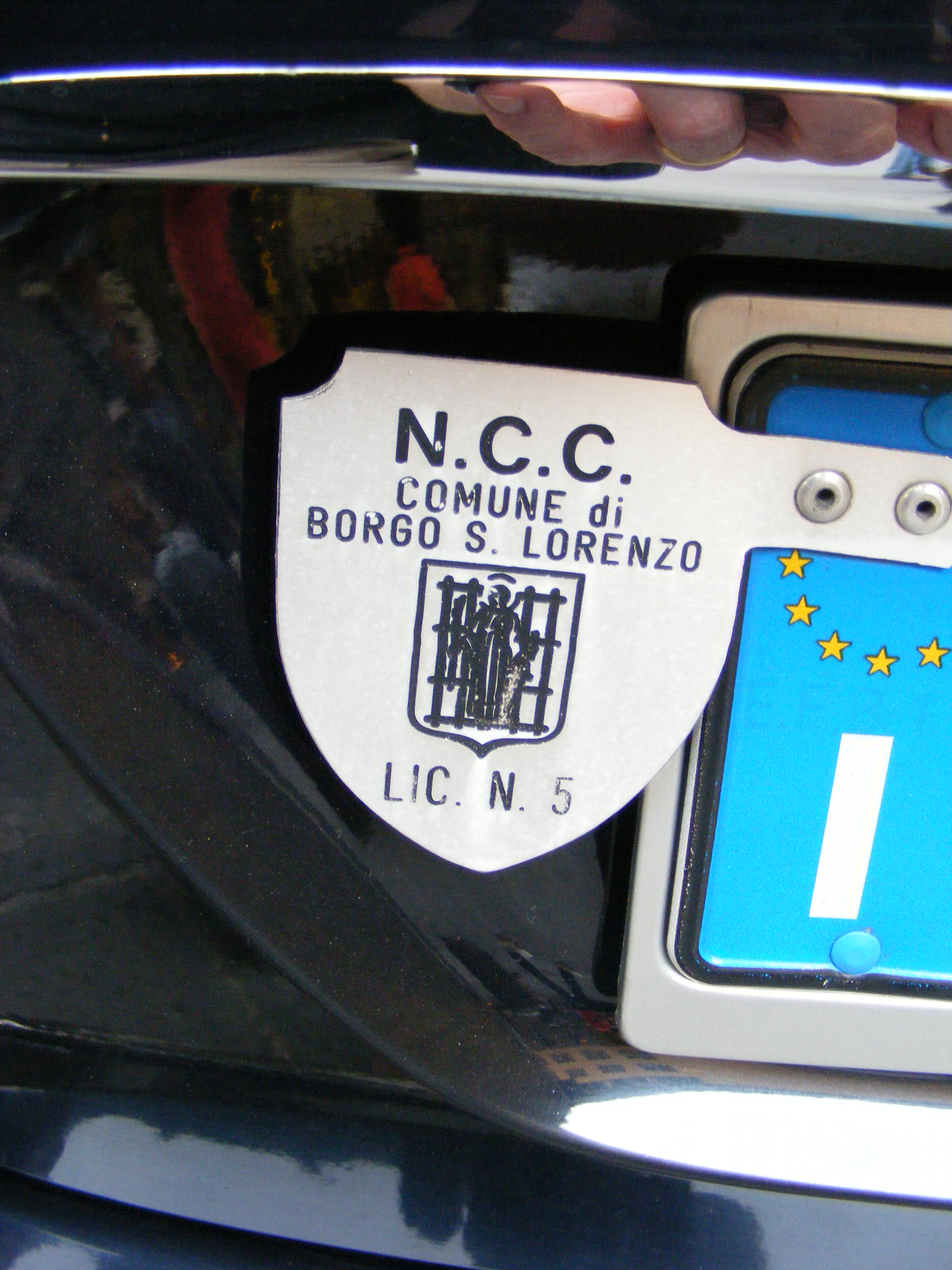

Il servizio di noleggio con conducente (N.C.C.) è un sistema di trasporto pubblico non di linea.

## In Italia

### Storia
Il servizio di noleggio con conducente ha iniziato a svilupparsi in Italia alla fine del XX secolo, a seguito della liberalizzazione di alcuni settori del trasporto pubblico non di linea. 

### Normativa
Il quadro di riferimento dell'attività è contenuto nella legge 15 gennaio 1992, n.21 , che ha distinto l'attività di NCC da quella propria dei taxi ed ha definito le competenze di Regioni e Comuni.
Le autorizzazioni di esercizio sono rilasciate dalle amministrazioni comunali, nel cui territorio il vettore deve avere la sua sede operativa e almeno una rimessa. I vettori NCC possono altresì attivare altre rimesse nell'ambito della stessa Provincia o Città metropolitana, entro cui ricade il Comune che ha rilasciato l'autorizzazione. Nelle Regioni insulari l'autorizzazione è valida sull'intero territorio regionale.

### Requisiti
L'attività di NCC può essere esercitata in forma di impresa - individuale o di altro tipo - ovvero in forma cooperativa. È richiesto di essere proprietari del mezzo utilizzato, ovvero averne la disponibilità mediante leasing o noleggio a lungo termine, e di avere la disponibilità di una rimessa sul territorio comunale.
Gli operatori devono essere in possesso di patente di guida (tipo "B" o altra idonea per il mezzo impiegato), di abilitazione per il trasporto di persone (CQC o certificato di abilitazione professionale) e iscrizione nei ruoli dei conducenti di servizi pubblici non di linea tenuti presso le Camere di Commercio.

### Differenze con i taxi
Elemento di distinzione dei servizi di NCC rispetto ai taxi è la possibilità, riservata ai secondi, di stazionare in aree pubbliche espressamente designate e riservate dai Comuni. Tradizionalmente, infatti, i taxi erano considerati parte dell'offerta di trasporto pubblico, soggetti a specifica e rigorosa regolamentazione (uso del tassametro, riconoscibilità, obbligo di effettuare la prestazione), mentre - al contrario - i noleggi erano considerati servizi a prenotazione, soggetti all'accordo fra cliente e prestatore su modalità e costi del trasporto.
La distinzione si è in parte affievolita con l'avvento di piattaforme che consentono di effettuare la prenotazione a distanza, indicando preventivamente anche l'importo per il servizio richiesto.